# Karcinoidsyndrom
Karcinoidsyndrom är en term för en grupp symtom som kan uppstå som följd av karcinoid. Dessa symtom inkluderar en klassisk kombinationen av hudrodnad (flush-attacker), diarré och högersidiga hjärtklaffsvitier. Orsaken till symtomen är framförallt tumörens utsöndring av serotonin och kallikrein.

## Klinik
Karcinoidsyndromet förekommer hos ca 10% av patienter med karcinoid och uppstår när vasoaktiva substanser från tumören når systemkretsloppet utan att brytas ner i levern. Detta orsakas oftast av att tumören metastaserar till till exempel levern eller bronkerna.
Det viktigaste kliniska fyndet är att patienten flushar framförallt över ansiktet och bröstet. Diarré och buksmärta är också typiska fynd. Om diarrén är allvarlig kan den leda till elektrolytrubbningar och uttorkning. Patienten kan även vara illamående och kräkas. Vissa patienter kan drabbas av histamininducerad bronkkonstriktion, ofta tillsammans med flush. 
Ungefär hälften av personer med karcinoidsyndromet har hjärtsymtom som beror på serotonininducerad fibrotisering av tricuspidalisklaffen och pulmonalisklaffen. Höga halter av serotonin i blodet kan leda till hjärtsvikt på grund av fibrotisering av endokardiet.

## Patofysiologi
Symtomen man ser vid karcinoidsyndrom beror på utsöndring av vasoaktiva substanser från ett karcinoid. Flushbesvären beror på utsöndring av kallikrein, ett ämne som katalyserar omvandlingen av kininogen till lysyl-bradykinin. Lysyl-bradykinin kan sen omvandlas till bradykinin som är en mycket potent vasodilator.